# Gaudryinella
Gaudryinella es un género de foraminífero bentónico de la subfamilia Verneuilininae, de la familia Verneuilinidae, de la superfamilia Verneuilinoidea, del suborden Verneuilinina y del orden Lituolida. Su especie tipo es Gaudryinella delrioensis. Su rango cronoestratigráfico abarca desde el Valanginiense (Cretácico inferior) hasta el Cenomaniense (Cretácico superior).

## Discusión
Clasificaciones previas incluían Gaudryinella en el suborden Textulariina del orden Textulariida, o en el orden Lituolida sin diferenciar el suborden Verneuilinina.

## Clasificación
Se han descrito numerosas especies de Gaudryinella. Entre las especies más interesantes o más conocidas destacan:
- Gaudryinella campbelli †
- Gaudryinella delrioensis †
- Gaudryinella pseudoserrata †

Un listado completo de las especies descritas en el género Gaudryinella puede verse en el siguiente anexo.